# مارتین نودسن
مارتین هانس کریستین نودسن (فوریه ۱۵، ۱۸۷۱ در هاسمارک - ۲۷ مه سال ۱۹۴۹ در کپنهاگ) فیزیکدان دانمارکی بود که در دانشگاه فنی دانمارک به تدریس و پژوهش می‌پرداخت. او در درجه اول برای مطالعات خود بر جریان‌های گاز مولکولی و توسعه سلول نودسن، که جزء اصلی سیستم‌های برآرایی باریکه مولکولی شناخته شده است. او همچنین در زمینهٔ اقیانوس‌نگاری فعال بود. به پاس خدمات او مدال الکساندر اگسیز آکادمی ملی علوم ایالات متحده در سال ۱۹۳۵ به او اهدا شد.